# بازی مبارزه‌ای

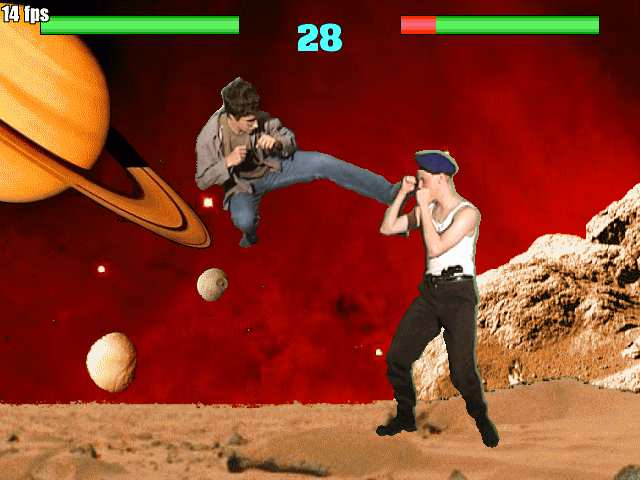
از نسخه های قدیمی بازی Mortal Kombat

بازی مبارزه‌ای (به انگلیسی: Fighting game) سبکی در بازی‌های رایانه‌ای است که در آن بازیباز کنترل یک شخصیت را به دست گرفته و درگیر مبارزه تن به تن با رقیب خود که می‌تواند فرد دیگری یا توسط هوش مصنوعی خود بازی کنترل شود، می‌شود. این شخصیت‌ها دارای قدرت‌هایی برابرند و مبارزات شامل چندین راند می‌باشد که در داخل زمینه مسابقه برگزار می‌شود. بازی‌های مبارزه‌ای معمولاً به صورت غیر مسلح انجام می‌شوند و شامل هنرهای رزمی می‌باشند اما ممکن است در آن‌ها از سلاح نیز استفاده شود، انواع سلاح دستی مانند شمشیر یا سلاح پرتاب‌کننده مانند تفنگ. بازیباز باید تکنیک‌هایی از قبیل دفاع کردن، حمله و ترکیب چند ضربه با یکدیگر که به آن کمبو (combo) می‌گویند را یاد بگیرد. بیشتر بازی‌های مبارزه‌ای دارای فنون ویژه‌ای هستند که یا با زدن سریع کلیدها اجرا می‌شود یا با ترکیب کلیدها.
در بازی‌های مبارزه‌ای، مبارز از زاویه بغل نشان داده می‌شود، حتی اگر سبک گرافیک بازی دوبعدی یا سه‌بعدی باشد. این سبک بازی با سبکی مشابه با نام بزن و برو که آن نیز مبارزه‌ای است، اما مبارز باید در یک زمان با دشمنان زیادی روبرو شود، فرق می‌کند. اولین بازی مبارزه‌ای قهرمان سنگین وزن نام دارد که در سال ۱۹۷۶ توسط شرکت سگا بر روی دستگاه آرکید منتشر شد.

## مثال های معروف
تکن